# Compagnie aeree indiane
La seguente è una lista della compagnie aeree indiane attuali.

## Compagnie aeree fallite
La seguente è una liste della compagnie aeree indiane fallite.
| Compagnia aerea                        | Fondata nel | Fallita nel | Sede       | IATA | ICAO |
| -------------------------------------- | ----------- | ----------- | ---------- | ---- | ---- |
| Air Carnival                           | 2016        | 2017        | Coimbatore | 2S   | ACV  |
| Air Costa                              | 2013        | 2017        | Vijayawada | LB   | LEP  |
| Air Pegasus                            | 2015        | 2016        | Bangalore  | OP   | PPL  |
| Easy Air                               | 2015        | 2015        | Chennai    |      |      |
| JetKonnect                             | 2012        | 2014        | Mumbai     | S2   | JLL  |
| Air Mantra                             | 2012        | 2013        | Delhi      | M9   |      |
| Air India Cargo                        | 1954        | 2012        | Mumbai     | AI   | AIC  |
| JetLite                                | 2007        | 2012        | Mumbai     | S2   | JLL  |
| Kingfisher Airlines                    | 2003        | 2012        | Bangalore  | IT   | KFR  |
| Kingfisher Red                         | 2008        | 2012        | Bangalore  | IT   | KFR  |
| Deccan 360                             | 2009        | 2011        | Bangalore  | 3C   | DEC  |
| Indian                                 | 2007        | 2011        | Delhi      | IC   | IAC  |
| Aryan Cargo Express                    | 2005        | 2010        | Delhi      | YE   | ACQ  |
| Paramount Airways                      | 2005        | 2010        | Chennai    | I7   | PMW  |
| MDLR Airlines                          | 2007        | 2009        | Delhi      | 9H   | MDL  |
| Simplifly Deccan                       | 2003        | 2008        | Bangalore  | DN   | DKN  |
| Air Dravida                            | 2004        | 2008        | Chennai    |      |      |
| Air Sahara                             | 2000        | 2007        | Delhi      | S2   | JLL  |
| Indian Airlines                        | 1953        | 2007        | Delhi      | IC   | IAC  |
| Indus Air                              | 2006        | 2007        | Delhi      |      |      |
| Crescent Air Cargo                     | 2000        | 2006        | Chennai    | C8   | CAC  |
| Gujarat Airways                        | 1995        | 2001        | Vadodara   | G8   | GBU  |
| Sahara Airlines                        | 1993        | 2000        | Delhi      | S2   | JLL  |
| Archana Airways                        | 1991        | 1999        | Delhi      |      | ACY  |
| Bharat Airways                         | 1995        | 1999        | Mumbai     |      |      |
| Elbee Airlines                         | 1994        | 1998        | Mumbai     |      | LBE  |
| NEPC Airlines                          | 1993        | 1997        | Chennai    | D5   | NEP  |
| Damania Airways                        | 1993        | 1997        | Mumbai     | D2   | DMQ  |
| Vayudoot                               | 1981        | 1997        | Delhi      | V5   | VDA  |
| Vijay Airlines                         | 1981        | 1997        | Chennai    |      |      |
| VIF Airways                            | 1993        | 1996        | Hyderabad  | V2   | VIF  |
| ModiLuft                               | 1994        | 1996        | Mumbai     | M9   | MOD  |
| East-West Airlines                     | 1992        | 1995        | Mumbai     | W2   | EWT  |
| Pushpaka Aviation                      | 1979        | 1983        | Mumbai     |      |      |
| Jamair                                 | 1946        | 1977        | Kolkata    |      |      |
| Kalinga Airlines                       | 1946        | 1965        | Kolkata    |      |      |
| Darbhanga Aviations                    | 1950        | 1962        | Kolkata    |      |      |
| Transportes Aéreos da Índia Portuguesa | 1955        | 1961        | Goa        |      |      |
| Airways                                | 1945        | 1955        | Kolkata    |      |      |
| Orient Airways                         | 1946        | 1955        | Kolkata    |      |      |
| Jupiter Airways                        | 1948        | 1953        | Chennai    |      |      |
| Air Services of India                  | 1936        | 1953        | Mumbai     |      |      |
| Himalayan Aviation                     | 1948        | 1953        | Kolkata    |      |      |
| Deccan Airways                         | 1945        | 1953        | Hyderabad  |      |      |
| Indian Overseas Airlines               | 1947        | 1950        | Mumbai     |      |      |
| Ambica Airlines                        | 1947        | 1949        | Bombay     |      |      |
| Indian Transcontinental Airlines       | 1933        | 1948        | Kolkata    |      |      |
| Tata Airlines                          | 1932        | 1946        | Mumbai     |      |      |
| Indian National Airways                | 1925        | 1945        | Delhi      |      |      |
| Irawaddy Flotilla & Airways            | 1934        | 1939        | Chennai    |      |      |
| Himalayan Air Transport & Survey       | 1934        | 1935        | Kolkata    |      |      |
| Indian State Air Service               | 1929        | 1931        | Kolkata    |      |      |